# صاریغ کوتاه‌گوش
صاریغ کوتاه‌گوش (نام علمی: Trichosurus caninus) نام یک گونه از سرده صاریغ‌های دم‌قلمویی است.